# Sour Milk Sea
"Sour Milk Sea" is een nummer van de Britse zanger Jackie Lomax. Het nummer verscheen in 1969 op zijn debuutalbum Is This What You Want? Op 26 augustus 1968 werd al het uitgebracht als de eerste single van het album.

## Achtergrond

### Versie van The Beatles
"Sour Milk Sea" is geschreven en geproduceerd door George Harrison. Harrison schreef het nummer in 1968 nadat hij met zijn band The Beatles in India was geweest voor het beoefenen van transcendente meditatie. Harrison vertelde dat hij de titel van het nummer baseerde op de afbeelding Kalladadi Samudra en is een letterlijke vertaling vanuit het Sanskriet. Deze afbeelding heeft de Vishvasara Tantra in heilige hindoeteksten, en met name teksten die gaan over "de geologische theorie van de evolutie van organisch leven op aarde", als thema. Volgens Lomax is de Sour Milk Sea een "lege periode" tijdens elke 26.000 jaar durende evolutionaire cyclussen van de aarde.
Toen The Beatles terugkeerden naar het Verenigd Koninkrijk, namen zij in het huis van Harrison demoversies van een groot aantal nummers die zij in India hadden geschreven op. Een aantal van deze nummers zouden uiteindelijk op hun album The Beatles verschijnen. Van "Sour Milk Sea" werd een akoestische versie opgenomen. Dit nummer werd tijdens de opnamesessies voor het album niet opnieuw opgenomen en het kwam dan ook niet op het album terecht. Het stond wel op een groot aantal bootlegalbums. Pas in 2018 werd de demoversie officieel uitgebracht op de heruitgave ter gelegenheid van de vijftigste verjaardag van The Beatles, samen met alle andere demo's van nummers die bij Harrison thuis waren opgenomen, die bekend staan als de "Esher demos".

### Versie van Jackie Lomax
Nadat The Beatles hadden besloten om "Sour Milk Sea" niet uit te brengen, gaf Harrison het nummer aan Jackie Lomax, voormalig zanger van The Undertakers. Harrison had al een akkoord met Lomax om zijn album Is This What You Want? te produceren; Lomax had korte tijd eerder als een van de eerste artiesten een contract getekend bij Apple Records, het platenlabel van The Beatles. Het nummer werd tussen 24 en 26 juni 1968 in de EMI Recording Studios opgenomen. Naast Lomax waren Harrison en Eric Clapton te horen als gitaristen, speelde Nicky Hopkins de piano en waren mede-Beatles Paul McCartney en Ringo Starr respectievelijk de bassist en drummer. Het is het enige niet-Beatles-nummer waarop drie Beatles meespelen. De versie van Lomax verschilt sterk met de oorspronkelijke demo en heeft een geluid dat meer aansluit op de hardrock en psychedelische rock.
"Sour Milk Sea" is een belangrijk moment in de carrière van Harrison. Het is het eerste nummer dat hij schreef en aan een andere artiest gaf en de eerste keer dat hij als producent optrad bij een opnamesessie. Het nummer werd op 26 augustus 1968 uitgebracht als single, met "The Eagle Laughs at You" op de B-kant. Samen met "Hey Jude" van The Beatles, "Those Were the Days" van Mary Hopkin en "Thingumybob" van Black Dyke Band maakte het deel uit van de eerste singles van Apple Records en werd het zodoende gepromoot als "Our First Four". Ter promotie werden er naar onder meer Koningin Elizabeth II, de koningin-moeder en premier Harold Wilson kopieën van deze singles gestuurd. Ondanks de promotie werd "Sour Milk Sea" geen hit in het Verenigd Koninkrijk. In de Verenigde Staten bereikte het nummer plaats 117 in de "Bubbling Under"-lijst van de Billboard Hot 100, terwijl in Canada plaats 29 werd bereikt. In Nederland stond de single in de week van 12 oktober 1968 eenmalig in de Nederlandse Top 40 op plaats 34.